# استیو شمال
استیو شمال (انگلیسی: Steve Shamal؛ زادهٔ ۲۲ فوریهٔ ۱۹۹۶) بازیکن فوتبال اهل فرانسه است.
از باشگاه‌هایی که در آن بازی کرده‌است می‌توان به باشگاه فوتبال استاد رنس اشاره کرد.
وی همچنین در تیم ملی فوتبال France U16 بازی کرده‌است.